# Blake Watson
Blake Watson (Kanada, Manitoba, Carman, 1903. október 18. – 1998. május 19.) világbajnok kanadai jégkorongozó, edző.

## Élete
A Manitobai Egyetem junior csapatával 1923-ban megnyerte a Memorial-kupát. 1928-ban már az egyetem felnőtt csapatával az Allan-kupát is elhódították. Az 1931-es jégkorong-világbajnokságon aranyérmes lett szintén az egyetemi csapattal, amely, mint a kanadai férfi jégkorong-válogatott képviselte Kanadát.
Az 1930-as jégkorong-világbajnokságon az osztrák férfi jégkorong-válogatott edzője volt.
Tagja a Manitoba Hockey Hall of Fame-nek.